# Persuasão (2022)
Persuasion (bra/prt: Persuasão) é um filme de romance histórico e drama estadunidense de 2022, dirigido por Carrie Cracknell e com roteiro de Ronald Bass e Alice Victoria Winslow. É baseado no romance homônimo da escritora britânica Jane Austen de 1817, o qual a protagonista Anne Elliot, foi persuadida no passado a não se casar com um homem de origem humilde, mas que acaba o reencontrando oito anos depois. O filme é estrelado por Dakota Johnson, Cosmo Jarvis, Nikki Amuka-Bird, Mia McKenna-Bruce, Richard E. Grant e Henry Golding.
Persuasão foi lançado inicialmente nos cinemas dos Estados Unidos em 8 de julho de 2022, uma semana antes de seu lançamento mundial em streaming, ocorrido em 15 de julho de 2022 pela plataforma de vídeos Netflix. O filme recebeu críticas geralmente negativas, tanto da crítica especializada quanto do público, devido a fatores como a modernização do material original e a protagonista principal se utilizar da convenção de quebrar a quarta parede ao interagir com quem assiste a produção.

## Sinopse
Persuasão segue a vida da solteira Anne Elliot que, aos dezenove anos, se apaixonou por um jovem tenente promissor da Marinha, Frederick Wentworth, e os dois ficam noivos. No entanto, sua família (especialmente seu pai, obcecado por status, Sir Walter Elliot, e sua madrinha Lady Russell) consideram Wentworth indigno e acabam por persuadir Elliot a romper o relacionamento com ele. Agora, oito anos depois, seus caminhos se cruzam novamente quando os Elliots enfrentam a ruína financeira e Wentworth retorna da guerra tendo feito sua fortuna.

## Elenco
- Dakota Johnson como Anne Elliot
- Cosmo Jarvis como Capitão Frederick Wentworth
- Henry Golding como Sr. William Elliot
- Nikki Amuka-Bird como Lady Russell
- Mia McKenna-Bruce como Mary Musgrove
- Richard E. Grant como Sir Walter Elliot
- Ben Bailey como Charles Musgrove
- Nia Towle como Louisa Musgrove
- Izuka Hoyle como Henrietta Musgrove
- Yolanda Kettle como Elizabeth Elliot
- Edward Bluemel como Capitão Harville
- Afolabi Alli como Capitão Benwick
- Jenny Rainsford como Sra Harville
- Lydia Rose Bewley como Sra Penelope Clay

## Produção
Em abril de 2021, foi anunciado que Dakota Johnson havia se juntado ao elenco de Persuasão, filme baseado no romance homônimo de Jane Austen, com distribuição pela Netflix, além disso, foram divulgadas informações de sua equipe de produção que incluíram Carrie Cracknell como diretora e Ronald Bass e Alice Victoria Winslow como roteiristas. Em maio de 2021, foi divulgado que os atores Henry Golding, Cosmo Jarvis, Suki Waterhouse, Richard E. Grant, Nikki Amuka-Bird, Ben Bailey Smith, Izuka Hoyle, Mia McKenna-Bruce e Nia Towle haviam se juntado ao elenco do filme. A seguir, em junho de 2021, Edward Bluemel, Lydia Rose Bewley e Yolanda Kettle também juntaram-se ao elenco de Persuasão.
Suas filmagens iniciaram-se em maio de 2021, com Cracknell estreando na direção cinematográfica.

## Recepção
Persuasão estreou com críticas geralmente negativas. As revisões dos críticos no Rotten Tomatoes contabiliza que 31% deles deram ao filme uma crítica positiva com base em 129 avaliações, com uma pontuação média de 5/10. O consenso do site diz: "Apesar dos melhores esforços de Dakota Johnson, a caoticamente anacrônica Persuasão, não consegue convencer como uma adaptação válida de Austen".
 No Metacritic, o filme tem uma pontuação média ponderada de 42 em 100 com base em 37 comentários, indicando "avaliações mistas ou médias".
Peter Debruge escrevendo para a Variety, considerou que a diretora Cracknell "fez uma coisa estranha com o livro", tentando "modernizá-lo, pegando emprestado pesadamente [o estilo] Fleabag com seus truques de quebrar a quarta parede", enquanto havia "no elenco uma estrela americana de espírito livre e totalmente liberta, Dakota Johnson, como Anne - tudo isso tira do romance sua tensão central". Christy Lemire em sua avaliação do filme pelo website de críticas Roger Ebert, considerou que Dakota Johnson ofereceu ao filme "uma amostra de seu timing cômico subestimado", embora afirme que "é impossível se preocupar se Anne acabará com Frederick Wentworth porque, interpretado por Cosmo Jarvis, ele é tão rígido e pouco carismático". Stuart Heritage do The Guardian, escreveu que a "tentativa de modernizar o romance clássico levou a um desastre de diálogos anacrônicos e olhares irritantemente irônicos para a câmera", enquanto Constance Grady escrevendo para Vox, considerou o filme um "desastre absoluto". The Spectator foi além e proclamou em sua crítica que “todos os envolvidos deveriam estar na prisão”.
A recepção do público foi semelhante, apesar de Persuasão estrear no top 10 de títulos mais assistidos da Netflix, críticas foram realizadas pela produção não apresentar a intensidade e as características presente no romance. A protagonista Elliot por exemplo, se apresenta como destemida e confiante, características opostas às da personagem da obra.